# Євросфера

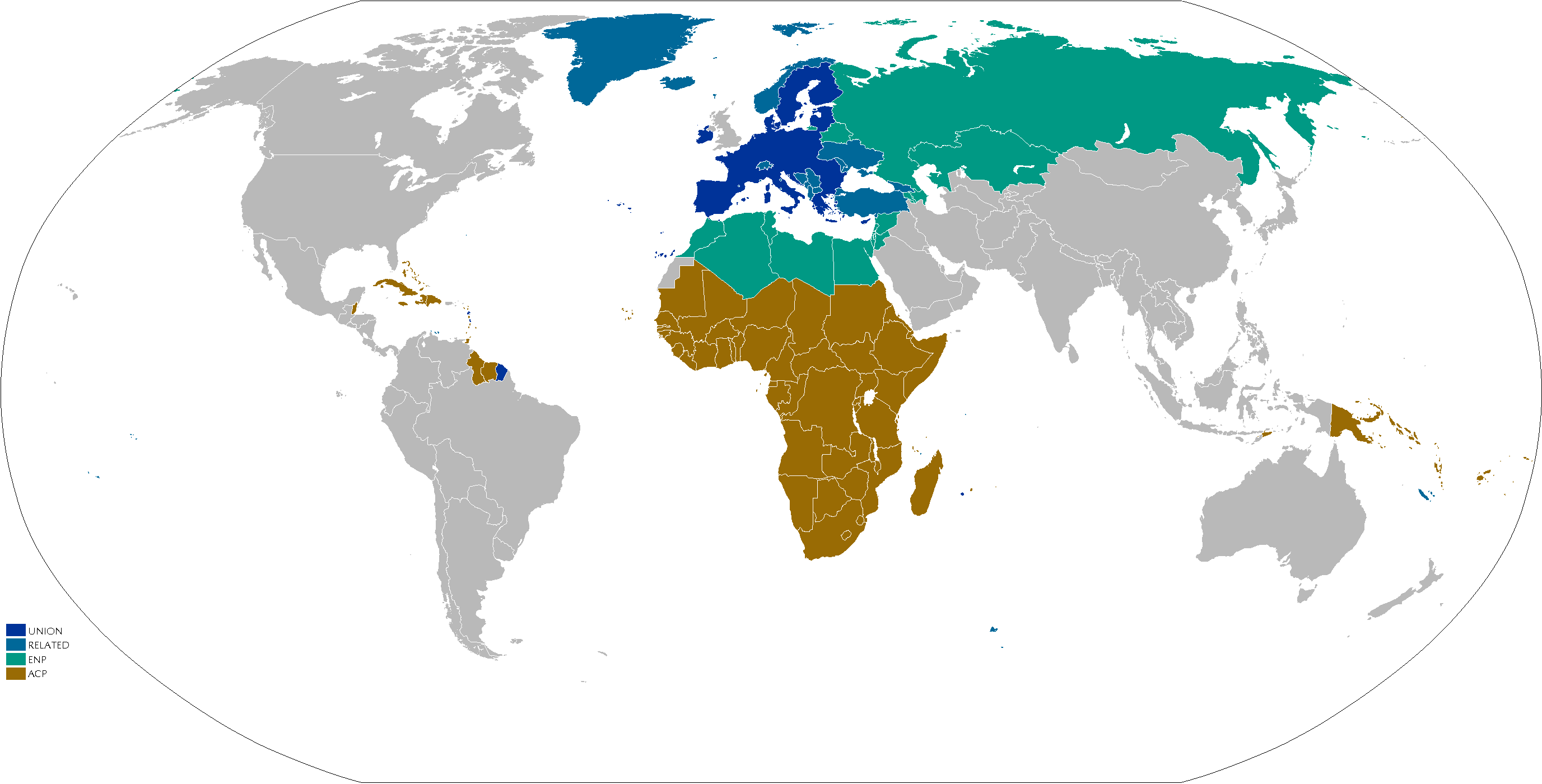
Євросфера;
Темно-синій: Європейський Союз
Світло-синій: Порядок денний розширення, включаючи всю Туреччину (97 % турецької території розташовано в Азії) та Північноамериканську територію Ґренландію, автономну частину Данії.
Бірюзовий: Європейське сусідство: решта Європи, включаючи всю Росію (25 % Росії розташовано в Європі, займаючи 40 % європейської суші; 78 % всіх росіян живуть у Європейській Росії) і країни за межами Європи, тісно пов'язані з Європейським Союзом
Коричневий: Країни АКТ

Ідея терміна Євросфера або Європейська Імперія з'явилася на початку XXI століття і пов'язана з інтелектуалом-письменником Марком Леонардом вченим Оксфордського університету Яном Зелонкою, радником Європейської служби зовнішніх справ Робертом Купером і президентом Єврокомісії Жозе Мануелем Дурау Баррозу.
За останні 50 років Європейський Союз збільшився від 6 держав-членів до 28 і ще 8 країн-кандидатів і потенційних кандидатів на вступ до ЄС. Західноєвропейські країни або економічно інтегровані в рамках єдиного ринку Союзу або використовують власну валюту.
Верховний представник Європейського Союзу з питань закордонних справ і політики безпеки ЄС має можливість вести переговори з іншими країнами, а за допомогою Угоди про асоціацію з Європейським Союзом здійснюється міжнародна торгівля. Європейська політика сусідства та Середземноморський союз створюють більш тісні зв'язки з прикордонними країнами. ЄС має сталі зв'язки з колишніми колоніями — країнами Африки, Карибського басейну й Тихоокеанського регіону.
Для держав, які прагнуть приєднатися до ЄС, членство сприяє реформам у країні, як наприклад, реформі про скасування смертної кари в Туреччині. Розвиток впливу ЄС і членства в ЄС став широко обговорюваною темою в наукових працях, наприклад, Марка Леонарда, який визначає область впливу ЄС як Євросферу.

## Країни Євросфери
За словами Марка Леонарда, до Євросфери входять (станом на 2004 р.) 109 країн. На території Європи — тодішні 25 членів, країни-кандидати, західні балканські держави та європейські країни СНД (у тому числі трансконтинентальні держави, як Казахстан). Леонард не згадує західноєвропейські країни такі як Норвегія, що були інтегровані в єдиний ринок ЄС. Він склав детальний список африканських і близькосхідних країн, а також країн, які творять східний кордон Євросфери: Іран, Азербайджан, Росія та Казахстан.
Інші країни, яких можна залічити до Євросфери, включають в себе країни Західної Європи, наприклад ті держави, які входять до Європейської економічної зони, використовують євро чи є спеціальними територіями Європейського Союзу.

## Цитати
|                      | Постмодерністською відповіддю Європи на загрози є ще більше розширення системи кооперативної імперії. «Я не знаю іншого способу захисту мох кордонів, окрім як їх розширення», як казала Катерина ІІ, і зараз здається, що Європейський Союз робить те саме. |
| — Роберт Купер, 2003 | |

|                      | Наступна хвиля європейської трансформації ще тільки розпочинається. ЄС починає розвивати величезну сферу впливу, розширюючи її далеко за межі своїх кордонів, саме це можна було б назвати «Євросферою». Цей пояс із 80 країн, що охоплює території Балканського півострова, держав Близького Сходу, Північної Африки та країн на південь від Сахари і територію колишнього Радянського Союзу. |
| — Марк Леонард, 2005 | |